# Parawithius incognitus
Parawithius incognitus es una especie de arácnido del orden Pseudoscorpionida de la familia Withiidae.

## Distribución geográfica
Se encuentra en Perú.